# Адресне програмування

Обкладинка книги «Адресне програмування», 1963 рік

Адресне програмування (також адресна мова) — математичний формалізм (формальна мова), що ставить за мету опис деяких комп'ютерних операцій, передусім пов'язаних з адресами. Перша публікація з адресного програмування (приблизно у 1955—1956 роках) належить українським вченим В. Королюку і К. Ющенко.
У адресному програмуванні формалізуються такі основні операції, як «виділення вмісту адреси», у тому числі вищих рангів (вказівник на вказівник) і «засилання за адресою». У формулах опису мови можуть бути не лише змінні величини, а й функції.

## Загальні принципи
Основний новаторський принцип, запропонований Ющенко і її колегами — принцип адресності. Щодо даних, якими оперує програма, принцип сформульовано так:
|  | У програмі вказуються не власне числа, а адреси комірок пам'яті, ініціалізовані потрібними числами.:241 |

Операцію з адресами чисел (аргументів), на противагу операції з самими числами (англ. immediates), можна проілюструвати такими фрагментами на мові асемблера процесорів x86. У першому прикладі ми передаємо функції SomeFunc безпосередньо число 5 (мається на увазі, що аргументи передаються через стек):
```
; Використовуємо операцію «push immediate», тобто «помістити у стек безпосереднє значення»

push
 
5

call
 
SomeFunc

```

У другому ж випадку передавання значення 5 до функції відбувається шляхом попереднього зчитування з деякої комірки пам'яті, ініціалізованої заздалегідь числом 5:
```
; Секція даних. Тут розташовуються всі числа, з якими працюватиме програма

section
 
.data

SomeVal
    
DD
    
5

; Секція програмного коду

section
 
.text

push
 
dword
 
[
SomeVal
]
  
; Квадратні дужки означають «взяти значення за адресою SomeVal»

call
 
SomeFunc

```

Очевидно, що хоча друга програма працюватиме трохи повільніше, ніж перша (через наявність додаткового звернення до пам'яті), вона надає гнучкість у визначенні початкових даних: програмний код змінювати не треба, змінюються лише означення даних у відповідній секції. У книзі «Елементи програмування» ця перевага зазначається явно:
|  | Завдяки опису програми в адресному вигляді є можливість за однією і тією ж програмою розв'язувати різні задачі, змінюючи заповнення комірок пам'яті (параметри задач).:241 |

## Адресні операції
Енциклопедія кібернетики дає стислий опис адресних операцій.

### Розіменування вказівника («виділення вмісту адреси»)
«Штрих-операція», або у сучасній термінології операція розіменування вказівника, надає змінній {\displaystyle b} значення, що зберігається у комірці пам'яті за адресою {\displaystyle a}. Операція записується так: {\displaystyle ''a=b}.
У випадку, якщо {\displaystyle f()} — функція, то штрих-операція повертає вміст адреси, що є результатом функції: {\displaystyle ''f()=b}
У наведеній нижче таблиці показано синтаксис розіменування вказівників (1-го і 2-го порядків, як приклад), і для порівняння наведено аналогічні операції у сучасних мовах програмування.
| Адресна мова                                          | Pascal    | C (мова програмування) |
| ----------------------------------------------------- | --------- | ---------------------- |
| {\displaystyle ''a=>b}                                | b := a^;  | b = *a;                |
| {\displaystyle ^{3}a=>c}, або {\displaystyle '''a=>c} | c := a^^; | c = **a;               |
| {\displaystyle ''f()=>b}                              | b := f^;  | b = *f();              |

### Пошук значення
Нехай {\displaystyle b} — деяке число. Тоді операція {\displaystyle ^{-1}b=a} («мінус-штрих-операція»)  повертає адресу комірки пам'яті, у який міститься значення {\displaystyle b}. Через те, що у пам'яті може бути багато таких значень, наведена операція (де {\displaystyle a} — лише одна адреса), взагалі-то, не має особливого сенсу: правильніше було б визначити операцію, що повертає множину {\displaystyle A_{b}} всіх комірок пам'яті, у яких міститься значення {\displaystyle b}.
Прямого еквівалента ця операція в сучасних мовах програмування не має.[джерело?] Її можна виразити у вигляді такого псевдокоду:
```
a = 0
A = порожній масив
цикл:
    якщо значення за адресою a дорівнює b:
        додати новий елемент а до масиву А
    a = a + 1
кінець циклу
повернути A

```

### Запис за адресою
Операція «засилання за адресою» {\displaystyle \Rightarrow } призначається для запису у пам'ять. Опис мови вказує, що дана операція визначена як для чисел, так і для функцій.

#### Прості змінні
{\displaystyle b\Rightarrow a}: значення {\displaystyle b} записується у пам'ять за адресою {\displaystyle a}. Еквіваленти у сучасних мовах:
| Адресна мова                    | Pascal  | C (мова програмування) |
| ------------------------------- | ------- | ---------------------- |
| {\displaystyle 'b\Rightarrow a} | a := b; | a = b;                 |

#### Функції
Якщо {\displaystyle a} і {\displaystyle b} — функції, операція «засилання» працює наступним чином:
- обчислюється результат функції {\displaystyle b(...)};
- цей результат записується за адресою, що відповідає обчисленому значенню функції {\displaystyle a(...)}

У сучасних термінах дану операцію приблизно можна виразити наступним чином (як {\displaystyle b()} взято функцію синуса):
| Адресна мова                                | Pascal | C (мова програмування) |
| ------------------------------------------- | --- | --- |
| {\displaystyle \sin 0,14\Rightarrow a(...)} | (* Адресна функція: повертає адресу, за якою треба зберегти значення синуса у головній програмі *) function a: ^real; var ptr: ^real begin (* обчислюємо потрібне значення адреси: ptr := ... *) return ptr; end (* Головна програма *) begin a^ := sin(0.14); end | float *a() { float *ptr; /* обчислюємо потрібне значення: ptr = ... */ return ptr; } /* Головна програма */ main() { float *addr = a(); *addr = sin(0.14); } |

Природно, як у функції {\displaystyle b} також можуть бути присутні адресні операції. Вираз {\displaystyle b\Rightarrow a}, де {\displaystyle a} і де {\displaystyle b} — адресні функції, називається адресною формулою перетворення, або «формулою засилання».

## Структура програми
Програма є послідовністю адресних формул, у якій вказується, як ці формули застосовуються. Порядок застосування формул задається за допомогою операторів циклу, умовного і безумовного переходів, виклику підпрограм і повернення з них та інших.[уточнити]
У описі мови згадуються «ступені опису програми». Елементи початкових даних і мітки визначаються на «першому ступені». Коли вмістом комірок можуть бути адреси — це «другий ступінь». Нарешті, «третій ступінь» дозволяє «символи одно- і двомісних операцій» як вміст адрес.
Зазначається, що кроки програми (оператори) можуть записуватися як у стовпчик, так і у рядок; у випадку рядкового запису роздільником операторів слугує крапка з комою {\displaystyle ;}. У книзі «Елементи програмування» дається важливе зауваження щодо порядку обчислення формул: «Може трапитися, що у програмі деякі формули можуть діяти у довільному порядку. Тоді при запису програми у стовпчик будемо такі формули записувати у рядок, а при запису програми у рядок — запишемо їх у стовпчик». Наприклад, записуючи
{\displaystyle f(...);\;g(...);\;\theta (...)}
{\displaystyle \gamma (...)}
{\displaystyle \psi (...)}
ми явно вказуємо у програмі, що порядок обчислення функцій f, g і θ не має значення; їхні результати мають бути готовими до початку виконання функції γ. Можна порівняти дану функціональність з аналогічною у мові occam (що з'явилася на 25 років пізніше):
```
PAR
  f(...)
  g(...)
  θ(...)
SEQ
  γ(...)
  ψ(...)
```

### Мітки
Перед функцією може бути вказана мітка; у публікаціях зустрічаються як мітки з крапкою у кінці (приклад: {\displaystyle k_{2}.\quad f(...)}), так і без неї.. Мітка може використовуватись у операторах умовного або безумовного переходу — таким чином реалізуються, зокрема, цикли.

### Оператори зупинки і повернення
Якщо у програмі зустрічається оператор ост. (рос. останов), обчислення і програма завершується. Дія оператора аналогічна, наприклад, STOP у Sinclair BASIC.
Оператор B (перевернута літера B (латиниця) або В (кирилиця)) виконує таку саму роль (зупинка), якщо він стоїть у головній програмі. Якщо ж B присутній у підпрограмі, то він означає «кінець підпрограми». Оператор B еквівалентний оператору return у мовах Pascal і C.

### Умовний оператор
Вводиться термін «оператор розпізнавання», під яким розуміються умовні оператори («оператори розгалуження»). Загальна форма його наступна: {\displaystyle P\alpha \beta }, де {\displaystyle P} — деяка предикатна функція (тобто, така, що повертає булеве значення), {\displaystyle \alpha } — формула, що виконується якщо {\displaystyle P} істинне, а {\displaystyle \beta } — якщо хибне. У сучасних термінах: if P then α; else β.
Умова, результатом якої може бути «істина» або «хиба» (0 або 1), записується після символа {\displaystyle P} у фігурних дужках. Приклад: {\displaystyle P\{{'}\alpha <{'}\beta \}\;f(...)\;g(...)}. Еквівалент мовою Паскаль:  if α^ < β^ then f(...) else g(...);

### Оператор виклику підпрограми
Вираз «формула входження» у адресному програмуванні означає виклик підпрограми і позначається літерою {\displaystyle \pi }, поряд з якою можуть стояти одна або дві адреси. У першому випадку це звичайний виклик підпрограми; після закінчення роботи підпрограми програма продовжується з наступного оператора. Приклад:
```
# Підпрограма
k12    f(...)
       g(...)
       <span style="display: inline-block; -ms-transform: rotate(180deg); -webkit-transform: rotate(180deg); transform: rotate(180deg);;">B</span>  # Кінець підпрограми

# Основна програма
start π k12
       m(...)
       <span style="display: inline-block; -ms-transform: rotate(180deg); -webkit-transform: rotate(180deg); transform: rotate(180deg);;">B</span>  # Кінець програми
```

## Реалізації
Адресна мова реалізована на більшості радянських комп'ютерів першого та другого поколінь: «Київ», «М-20», «Урал», «Дніпро», «Мінськ».

### Машина«Дніпро»[1][13]

Обкладинки монографії з описом Адресної мови програмування та її реалізації на компьютерах: «Київ», сімейства «Урал» та «Дніпро»
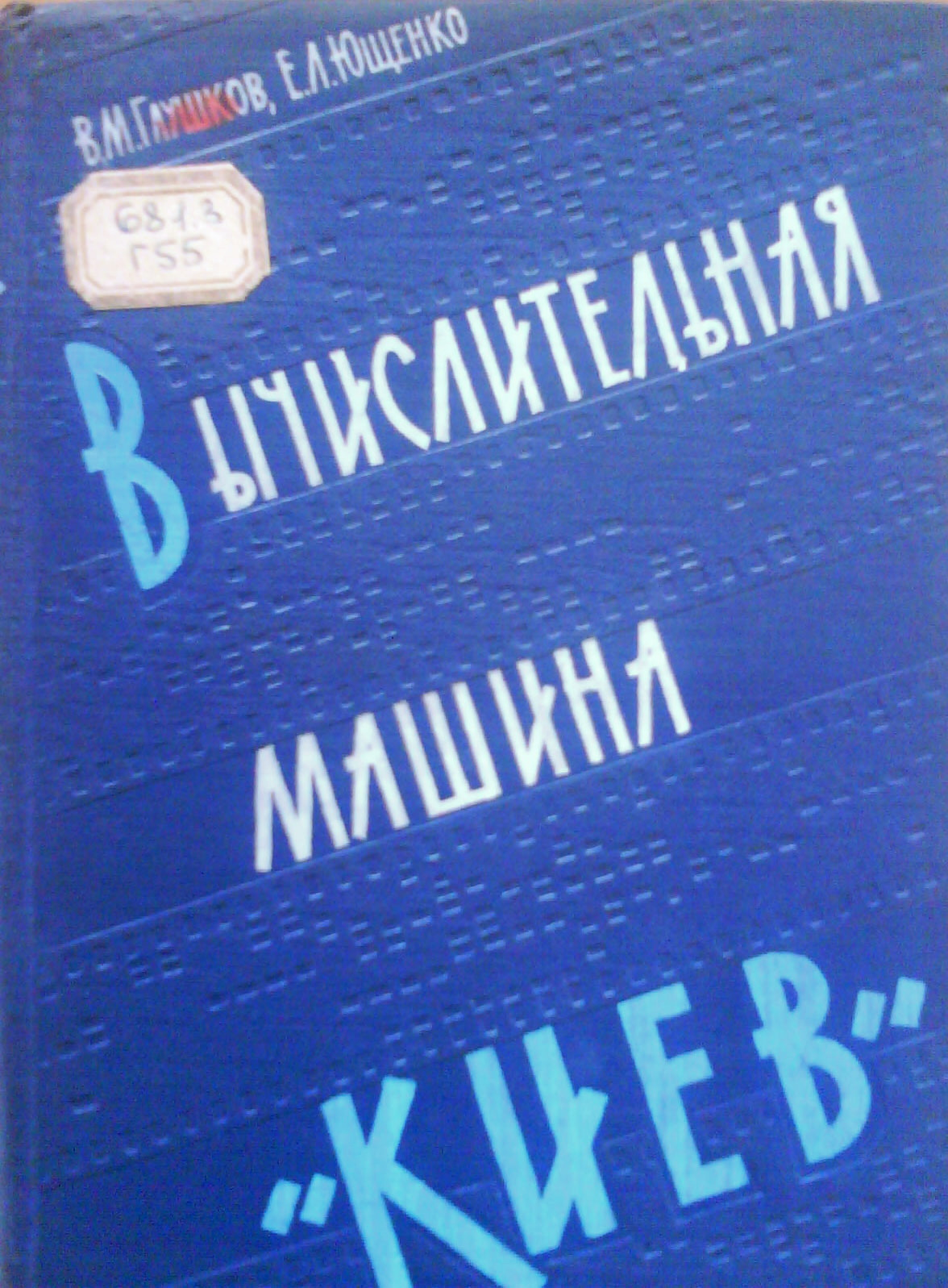
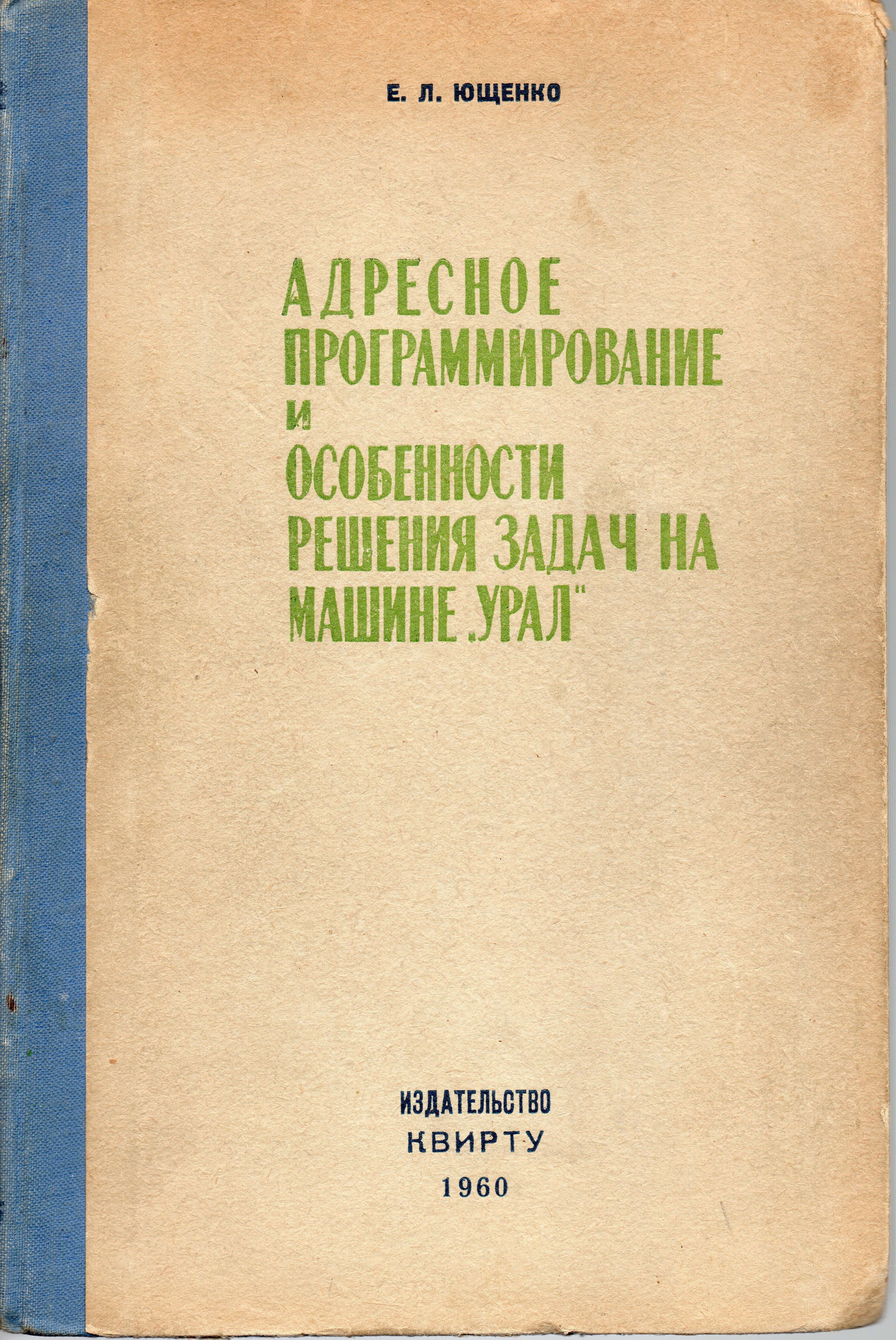
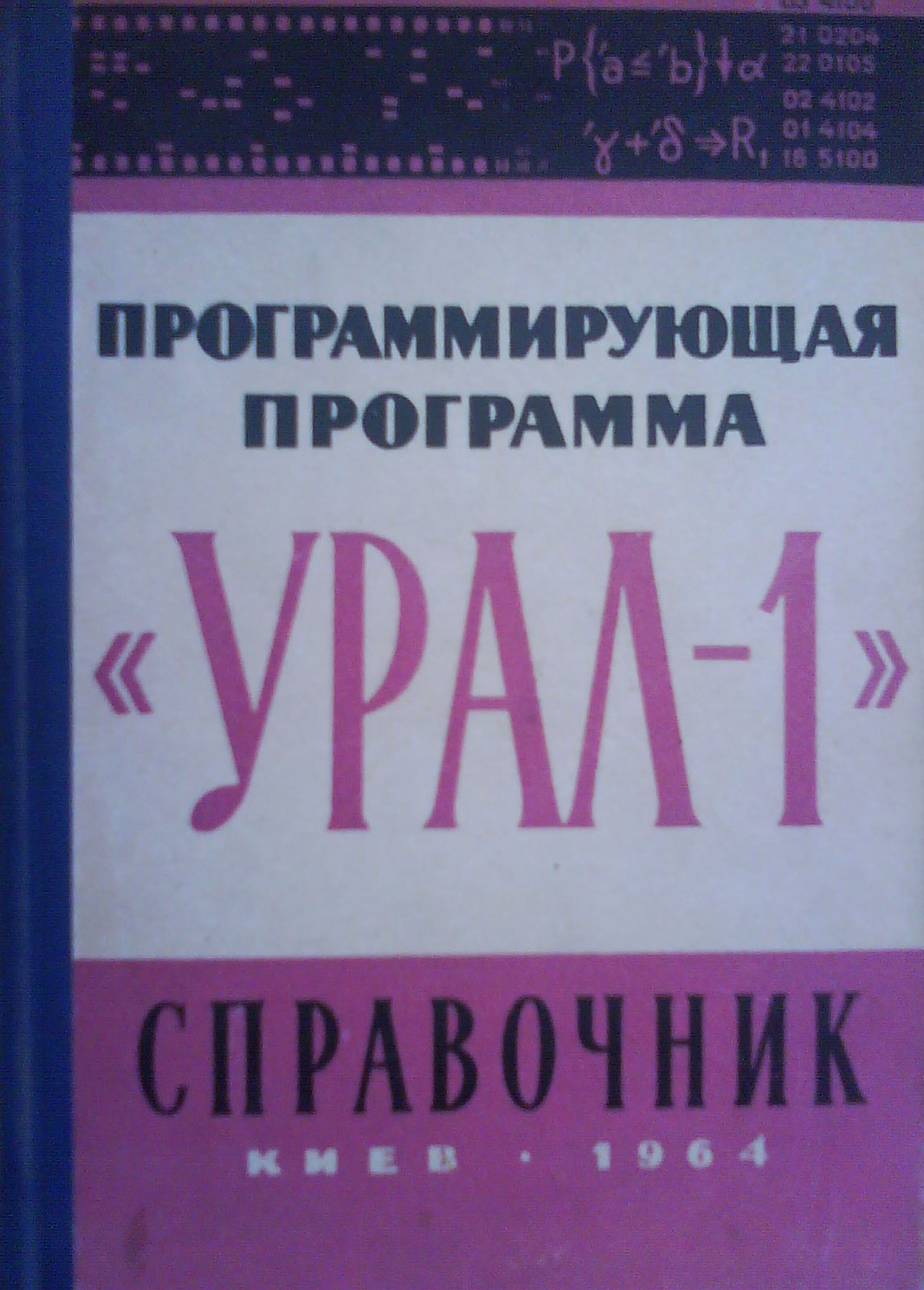
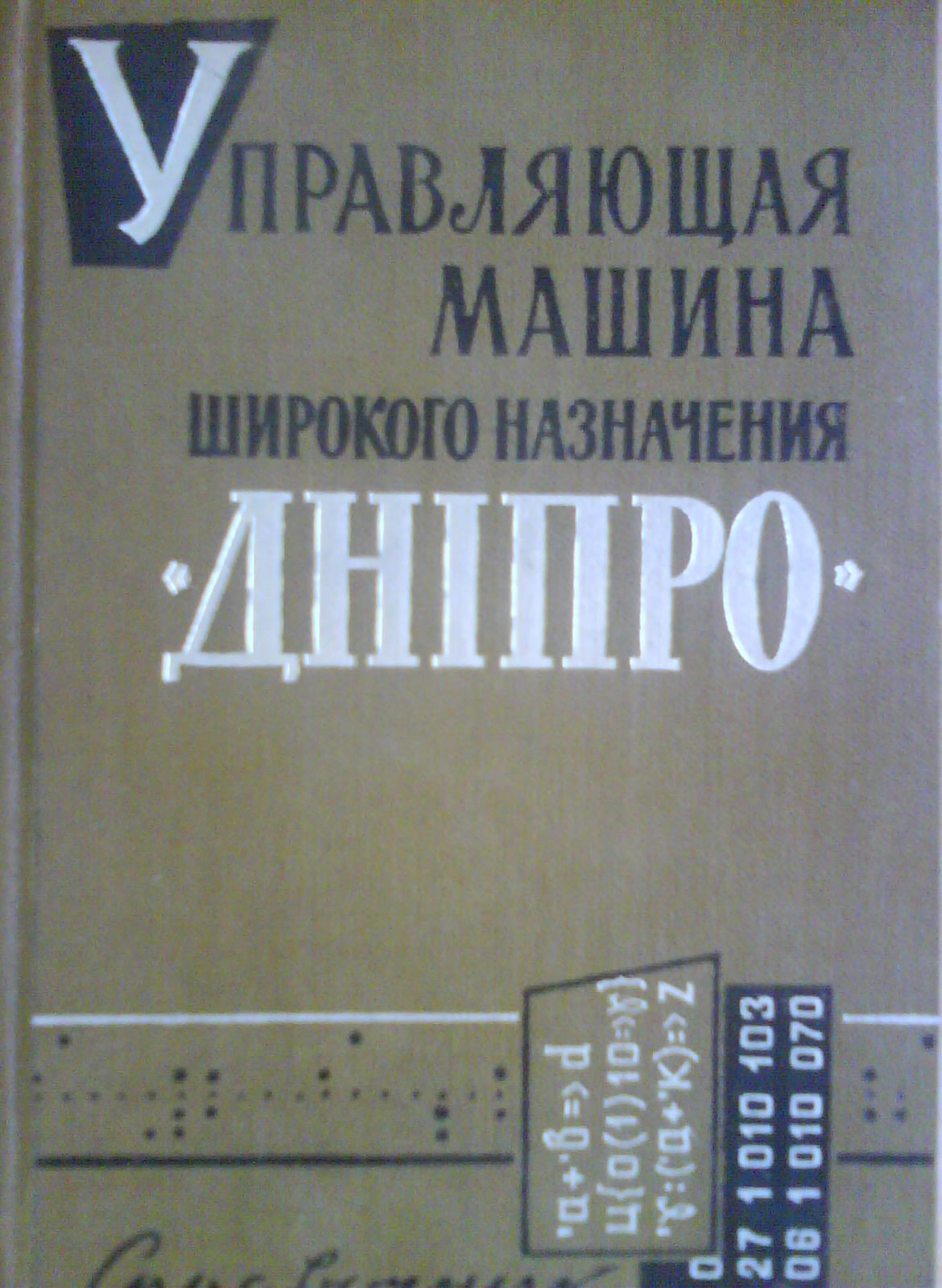

### Значення і подальші розробки
Наявність у мові програмування можливостей обробки адрес (вказівників) дозволила складати та виконувати програми обробки алгебраїчних виразів, використовувати агрегати даних різного типу, структури та абстрактні типи даних. У книжках з адресного програмування можна знайти приклади програм, в яких використовуються об'єкти (поруч з самими даними записуються та зберігаються процедури їхньої обробки). В адресному програмуванні описано та реалізовано алгоритми обробки списків та інших структур, зокрема обробка та перетворення алгебраїчних виразів. На підставі можливостей адресної мови програмування щодо списків та їхньої обробки, адресну мову програмування можна віднести не лише до мов програмування високого рівня, а й до функціональних мов програмування. Як і в функціональних мовах програмування, програма на адресній мові програмування та дані програми по суті є списками.
Адресна мова програмування була реалізована на всіх комп'ютерах першого та другого покоління, що виготовлялися в Радянському Союзі. Адресна мова програмування вплинула на архітектуру комп'ютерів «Київ», «М-20» (ВЕОМ-3, ВЕОМ-3М, ВЕОМ-4), «Урал», «Мінськ», «Дніпро» тощо. Для розв'язку задач народного господарства, включаючи авіацію, космонавтику, машинобудування, військовий комплекс, зокрема, для розрахунку траєкторій польоту балістичних ракет у 1950-1960-х роках, використовувалась виключно адресна мова програмування. Реалізації адресної мови програмування використовувались протягом майже 20 років.
Книжку з адресної мови програмування, що була написана у 1957, було перекладено французькою мовою та видано у Франції у 1974 році.
Адресна мова програмування вплинула не тільки на розвиток економіки СРСР, а й на інформаційні технології та програмування. Абстрактні типи даних, об'єктно-орієнтоване програмування, функціональне програмування, бази даних та засоби штучного інтелекту базуються на ідеях та засобах, які були вперше запропоновані та реалізовані в адресній мові програмування, зокрема списки та інші абстрактні типи даних, які будуються з використанням.